# Аддитивный синтез (звук)
Аддитивный синтез — техника синтезирования звука, позволяющая воспроизвести определённый тембр путём суммирования синусоидальных волн.
С точки зрения теории Фурье тембр музыкальных инструментов определяется множеством гармонических и негармонических парциальных волн или обертонов. Каждая парциальная волна является синусоидальной, имеет определённую частоту и амплитуду и затухает с течением времени. Это убывание обеспечивается модуляцией сигнала, определяемой ADSR-огибающей или генератором малой частоты.
Аддитивный синтез напрямую генерирует звук, суммируя результаты множества генераторов синусоидальных волн. Альтернативными подходами к аддитивному синтезу звука является использование обратного быстрого преобразования Фурье.

## Объяснение
Звуки, которые мы слышим в повседневной жизни, не характеризуются единственной частотой. Напротив, эти звуки - синтез чистых синусоидальных частот с разными амплитудами. Когда мы слышим эти частоты одновременно, мы можем распознать звук и отличить его от других звуков. Это справедливо как для "немузыкальных" (всплеск воды, шелест листьев и т. д.), так и для "музыкальных" звуков (нота пианино, птичий щебет и т. д.). Данный набор параметров (частоты, их относительные амплитуды и характеристики изменения этих амплитуд во времени) являются составляющими тембра звука. Для точного определения параметров тембра используют анализ Фурье звукового сигнала; полученный при таком анализе набор частот и амплитуд называется рядом Фурье данного звукового сигнала.
В музыке каждая нота имеет так называемую фундаментальную частоту — наименьшую частоту её тембра. Вообще говоря, каждый музыкальный звук имеет в своём составе множество разных частот; тем не менее часто для простоты говорят, что музыкальная нота звучит на фундаментальной частоте (например, "до первой октавы имеет частоту 261,6 Гц"). Все частоты помимо фундаментальной называются обертонами (или гармониками, если эти частоты строго кратны фундаментальной частоте). Другими словами, фундаментальная частота отвечает за высоту звука, а обертоны определяют его тембр. Обертоны ноты до, сыгранной на фортепиано, будут немного отличаться от обертонов той же ноты, сыгранной на скрипке; именно это и позволяет нам различать звучания двух разных инструментов. Такие же отличия в тембре (но более тонкие) касаются и различных видов одного и того же инструмента (пример: пианино и рояль).
Аддитивный синтез позволяет воспроизвести тембр, используя эти свойства звука. Складывая синусоидальные волны переменной частоты и переменной амплитуды, мы можем с точностью определить тембр звука, который мы хотим создать.

## Определения

Схематическое представление аддитивного синтеза. Входными сигналами являются волны с частотами и амплитудами.

Гармонический аддитивный синтез тесно связан с подходом ряда Фурье, который представляет собой разложение периодической функции в виде ряда из синусоидальных функций с частотами, кратными фундаментальной частоте. Эти синусоиды называют гармониками, обертонами или же парциальными волнами. В общем случае, ряд Фурье содержит бесконечное число членов, включая член с нулевой частотой. Однако, так как диапазон слышимых человеком частот ограничен, частоты, выходящие за пределы этого диапазона, можно не учитывать. В результате для аддитивного синтеза можно использовать только ограниченное число частот, попадающих в этот диапазон.
Функция является периодической, если
{\displaystyle y(t)=y(t+P)}
для всех {\displaystyle t} ({\displaystyle P} — период).
Ряд Фурье периодической функции:
{\displaystyle {\begin{aligned}y(t)&={\frac {a_{0}}{2}}+\sum _{k=1}^{\infty }\left[a_{k}\cos(2\pi kf_{0}t)-b_{k}\sin(2\pi kf_{0}t)\right]\\&={\frac {a_{0}}{2}}+\sum _{k=1}^{\infty }r_{k}\cos \left(2\pi kf_{0}t+\phi _{k}\right),\\\end{aligned}}}
где
- {\displaystyle f_{0}=1/P} — фундаментальная частота, являющаяся обратной величиной по отношению к периоду,
- {\displaystyle a_{k}=r_{k}\cos(\phi _{k})=2f_{0}\int _{0}^{P}y(t)\cos(2\pi kf_{0}t)\,dt,\quad k\geq 0},
- {\displaystyle b_{k}=r_{k}\sin(\phi _{k})=-2f_{0}\int _{0}^{P}y(t)\sin(2\pi kf_{0}t)\,dt,\quad k\geq 1},
- {\displaystyle r_{k}={\sqrt {a_{k}^{2}+b_{k}^{2}}}} — амплитуда {\displaystyle k}-го колебания,
- {\displaystyle \phi _{k}=b_{k}/a_{k}} — начальная фаза {\displaystyle k}-го колебания.

Компоненту с нулевой частотой, {\displaystyle a_{0}/2}, и колебания с частотами выше некоторого конечного предела, {\displaystyle Kf_{0}}, можно не учитывать в аддитивном синтезе, так как они не слышны для человеческого уха.